# Aix, Corrèze
Aix är en kommun i departementet Corrèze i regionen Nouvelle-Aquitaine i de centrala delarna av Frankrike. Kommunen ligger  i kantonen Eygurande som tillhör arrondissementet Ussel. År 2022 hade Aix 367 invånare.

## Befolkningsutveckling
Antalet invånare i kommunen Aix
Referens:INSEE